# Annette Wieviorka
Pour les articles homonymes, voir Wieviorka.
Annette Wieviorka, née le 10 janvier 1948 à Paris, est une historienne française, spécialiste de la Shoah et de l'histoire des Juifs au XXe siècle depuis la publication en 1992 de sa thèse, Déportation et génocide : entre la mémoire et l'oubli, soutenue en 1991 à l'université Paris-Nanterre.

## Biographie

### Enfance et famille
Les grands-parents paternels d'Annette Wieviorka, Juifs polonais, ont été arrêtés à Nice pendant la guerre et sont morts à Auschwitz. Le grand-père, Wolf Wieviorka, est né le 10 mars 1896 à Żyrardów. La grand-mère, Rosa Feldman, est née le 10 août 1897 à Siedlce. Leur dernière adresse à Nice est au 16 rue de la Reine-Jeanne. Ils sont déportés par le convoi no 61, en date du 28 octobre 1943, du camp de Drancy vers Auschwitz. Le père d’Annette Wievorka, réfugié en Suisse, et sa mère, fille d’un tailleur parisien, réfugiée à Grenoble, survécurent à la guerre,. Elle est la sœur de Michel, Sylvie et Olivier Wieviorka.
Elle grandit à Vanves, en banlieue parisienne, puis à Ermont, en Seine-et-Oise. Elle fréquente l'école publique, qui a pour elle « une importance capitale ». Elle pratique le scoutisme laïque, au sein des Éclaireurs de France.
En 2022, elle publie le livre Tombeaux, conçu comme une « autobiographie de [sa] famille ».

### Formation
Annette Wieviorka est agrégée d'histoire (1989) et docteur en histoire (1991). Sa thèse, dirigée par Annie Kriegel, s'intitule Déportation et génocide : oubli et mémoire 1943-1948 : le cas des juifs en France. Cette thèse a donné lieu à une publication en 1992 par Plon. Elle est rééditée en 2003 aux éditions Hachette.

### Engagements
Durant les années 1970, Annette Wieviorka est engagée politiquement dans le mouvement maoïste. En 1970, elle effectue un premier voyage en Chine. Le Monde note qu'elle n'a « rien pu ou voulu voir des massacres de masse et de la nature totalitaire du régime communiste, dont la brutalité était pourtant à son paroxysme en pleine Révolution culturelle ». De 1974 à 1976, elle y revient, comme professeur de langue française à Canton. Commentant son ouvrage Mes années chinoises (2021), où elle reprend une bonne partie de la matière de son premier livre L'Écureuil de Chine publié en 1979, elle indique avoir alors été comme d'autres « dans un mouvement d’admiration pour la révolution chinoise qui nous empêchait de découvrir la réalité du régime ». Elle se remet pourtant en cause à son retour : « Quand je suis rentrée en France, j’ai traversé une période de crise profonde, une grave dépression au cours de laquelle j’ai remis en cause tout ce que je pensais, tout ce en quoi je croyais ».
Elle est membre du comité de soutien de l'Association Primo Levi (soins et soutien aux personnes victimes de la torture et de la violence politique).
Elle est élevée en 2021 à la dignité de grand-officier dans l'ordre national du Mérite.

### Carrière universitaire
Directrice de recherche au CNRS, elle a été membre de la mission d'étude sur la spoliation des Juifs de France, dite mission Mattéoli.
Elle est membre du comité d'orientation de l'association Siriaténou, consacrée au livre juif.
Elle est directrice de recherche honoraire au CNRS, et vice-présidente du Conseil supérieur des archives depuis 2019, (elle succède à Christine Nougaret, professeure à l’École nationale des Chartes).

### Vie privée
Annette Wieviorka a épousé en 1970 Roland Trotignon, dont elle a eu un fils, Nicolas, mathématicien, directeur de recherche au CNRS. Elle s'est ensuite remariée avec Henri Raczymow, avec qui elle a eu une fille, Mathilde.

## L'heure d'exactitude: Histoire, mémoire, témoignage
L'heure d'exactitude : Histoire, mémoire, témoignage est un livre d'entretiens d'Annette Wieviorka réalisé à partir d'une interview de Séverine Nikel, paru chez Albin Michel en 2011.
Dans ce livre, elle tente une synthèse de la mémoire de la Shoah et ses évolutions marquantes et s'efforce de répondre au pourquoi du succès actuel de cette question, les malentendus qu'il implique, le sens du devoir de mémoire et de ce qu'est un témoin et s'intéresse à la portée de cette notion.
Elle note les progrès réalisés dans la diffusion de cette notion, du travail de mémoire accompli depuis les débuts où il n'y avait guère que « les cadres sociaux de la mémoire de Halbwachs ou l’entretien de Pierre Nora avec J.-B. Pontalis, paru dans la Nouvelle revue de psychanalyse. » Il s'est produit une conjonction entre la volonté des porteurs de mémoire d'apporter leur témoignage et des historiens. La mémoire de la Shoah est devenue un des socles de l’unification européenne, non sans répercussions sur la reconstruction historique, les témoignages et leurs enjeux.

## L'ère du témoin
Dans cet ouvrage, en 1998, Annette Wieviorka montre que le témoignage est devenu une pratique non seulement courante, mais impérative : recueil de témoignages, collecte d'archives, histoire orale, etc. Il s'agit de témoigner sur les mondes disparus, mais aussi sur les expériences vécues par les acteurs. En ce sens, l'« ère du témoin » constitue un tournant mémoriel, mais aussi historiographique. À ce propos, Yves Chevalier fait remarquer que le témoignage arrive au croisement d'un défi, « traiter avec respect la souffrance d’autrui tout en gardant la liberté de jugement nécessaire à l’élaboration d’un discours scientifique sur les faits ».

## Tombeaux
À propos de Tombeaux, le magazine Télérama écrit que « ce livre est vraiment bien plus qu’un hommage : un accomplissement ».
À propos de son livre, elle déclare en 2022 : « Toute ma vie, j’ai tourné autour de ce livre, peut-être mon dernier, par exemple en interviewant mon père dans les années 1970. J’ai mis du temps à me lancer, et j’ai souhaité me détacher de la veine un peu psychanalytique qui explore "ce que la Shoah nous a fait". J’ai essayé de m’effacer pour faire revivre mes ancêtres, sans pathos ni surplomb ».

## Publications
- L'Écureuil de Chine, Paris, Les presses d'aujourd'hui, 1979 (livre de souvenirs autobiographiques sur son séjour en Chine de 1974 à 1976 - wiewiórka signifie « écureuil » en polonais)  (ISBN 2070293017)
- Ils étaient juifs, résistants, communistes, Denoël, 1986
- Le procès de Nuremberg, Ouest-France/Mémorial de Caen, Rennes, Paris, 1995  (ISBN 2737315778)
- L'Ère du témoin, Plon, 1998, « Pluriel », Paris, 2013.  (ISBN 2012790461)
- avec Jean-Jacques Becker (dir.), Les Juifs de France, Éditions Liana Levi, « Histoire », 1998  (ISBN 2867461812)
- Auschwitz expliqué à ma fille, Éditions du Seuil, Paris, 1999  (ISBN 2020366991)
- Déportation et génocide. Entre la mémoire et l'oubli, Hachette, « Pluriel », Paris, 2003.
- Auschwitz, 60 ans après, Robert Laffont, Paris, 2005  (ISBN 2221102983)
Également publié sous le titre Auschwitz, la mémoire d'un lieu, Hachette, « Pluriel », Paris, 2006  (ISBN 2012793029)
- Juifs et Polonais : 1939 à nos jours, Albin Michel, coll. « Bibliothèque histoire », Paris, 2009  (ISBN 9782226187055)
- Maurice et Jeannette. Biographie du couple Thorez, Fayard, Paris, 2010  (ISBN 9782213654485) [compte rendu de l'ouvrage]
- Eichmann de la Traque au Procès, André Versaille, Bruxelles, 2011  (ISBN 9782874951398). Également publié sous le titre Le Procès Eichmann, Complexe, « La Mémoire du Siècle », Bruxelles, 1989
- L'Heure d'exactitude ; Histoire, mémoire, témoignage, (Entretiens avec Séverine Nikel), Albin Michel, 2011  (ISBN 978-2-226-20894-1)
- Nouvelles perspectives sur la Shoah, PUF, Paris, 2013, 128 p.  (ISBN 9782130619277).
- 1945, La découverte, Seuil, Paris, janvier 2015, 282 p.  (ISBN 978-2-02-118263-7).
- avec Sylvie Lindeperg (dir.), Le moment Eichmann, Albin Michel, 2016  (ISBN 978-2-22-631502-1)
- Ils étaient juifs, résistants, communistes, Paris, Éditions Perrin, 2018, 480 p.  (ISBN 978-2-262-04164-9)
- avec Danièle Voldman, Tristes grossesses : l'affaire des époux Bac (1953-1956), Paris, Éditions du Seuil, 2019.
- Mes années chinoises, Stock, 2021.  (ISBN 978-2-2340-8745-3), réédition Points no P6196, 2024  (ISBN 979-10-414-1473-4)
- Tombeaux : Autobiographie de ma famille, Éditions du Seuil, Paris, 2022, 400 p.  (ISBN 9782021478198)
- Anatomie de l'Affiche rouge, Éditions du Seuil, coll. « Libelle », 2024, 60 p. (ISBN 978-2021559422)
- Itinérances, Albin Michel, janvier 2025 Présentation de l'éditeur

## Filmographie
- Le procès d'Adolf Eichmann, écriture par Annette Wieviorka et Michaël Prazan, réalisation de Michaël Prazan, 1997.
- 14 récits d'Auschwitz, série documentaire proposée par Annette Wieviorka, créatrice et écrivaine, avec Henri Borlant, réalisation de Caroline Roulet, 2002.
Ce documentaire a été réalisé dans le cadre de la participation d'Annette Wieviorka au programme Fortunoff Video Archive for Holocaust Testimonies (en) de l'université Yale. Tout en notant son sentiment ambivalent en tant qu'historienne à l'égard de ces témoignages des survivants de la Shoah dont certains ont un caractère « si imprécis et, osons le dire, parfois fantaisiste » alors que d'autres « en revanche, sont exceptionnels et permettent parfois à ceux qui ont raconté pour la première fois leur histoire, comme Stanislaw Tomkiewicz ou Henri Borlant d'entreprendre la rédaction d'un livre », Annette Wieviorka souligne leur importance « pour les survivants et aussi pour leur descendance »[21].
- Témoignages pour Mémoire, écriture par Annette Wieviorka, Geneviève Decrop, Claudine Drame, et Régine Waintrater (traduction anglaise de Ruth Rachel Anderson-Avraham, aussi productrice du film), réalisation de Claudine Drame, 2007.
- Le procès d'Adolf Eichmann (Infrarouge), écriture par Annette Wieviorka et Michaël Prazan, réalisation de Michaël Prazan, 2011.

## Distinctions

### Récompense
- Annette Wieviorka a reçu le prix Mémoire de la Shoah en 2000[22].
- Tombeaux : autobiographie de ma famille a reçu le prix Femina Essai 2022[5].

### Décorations
- Commandeure de la Légion d'honneur (2016)
- Grande officière de l'ordre national du Mérite. Elle est faite chevalière le 14 mai 1998 pour récompenser ses 30 ans de services civils et d'activités littéraires[23], puis est promue officière le 13 mai 2005[24], commandeure le 14 novembre 2013 et grande officière le 25 novembre 2021[25].
- Commandeure de l'ordre des Arts et des Lettres. Elle est promue au grade de commandeur le 13 septembre 2016[26].